# 滑落
| ウィキペディアには「滑落」という見出しの百科事典記事はありません（タイトルに「滑落」を含むページの一覧/「滑落」で始まるページの一覧）。 代わりにウィクショナリーのページ「滑落」が役に立つかもしれません。 |